# Doca
Doca是英伟达发布的基于DPU的一个软件生态架构。

## 简介
DOCA全称是Data-Center-Infrastructure-On-A-Chip Architecture，基于开放的应用程序接口，是一个数据中心控制反转架构，包含有驱动程序、库和各种服务三个部分。

## 应用
DOCA合并BlueField和ASAP2的gRPC接口，为开发者提供一个开源平台，基于DOCA而撰写的应用软件可在BlueField版本中运行。

## 发展
2021年7月，NVIDIA发布软件框架DOCA 1.1。